# Heather Petri
Heather Petri, född 13 juni 1978 i Oakland, Kalifornien, är en amerikansk vattenpolospelare.
Petri ingick i USA:s OS-lag vid fyra olympiska spel. Petri gjorde ett mål i den olympiska vattenpoloturneringen i Aten där USA tog brons. I den olympiska vattenpoloturneringen i Peking gjorde hon igen ett mål. Även i den olympiska vattenpoloturneringen i London gjorde hon ett mål. I vattenpoloturneringen vid världsmästerskapen i simsport 2009 gjorde Petri sju mål, vid Panamerikanska spelen 2003 fyra mål, vid Panamerikanska spelen 2007 två mål och vid Panamerikanska spelen 2011 fyra mål. I samband med den amerikanska segern vid olympiska sommarspelen 2012 åstadkom Petri bedriften att ha tagit guld vid OS, VM och Panamerikanska spelen.